# Altamont, Kansas
Altamont är en ort i Labette County i Kansas. Vid 2010 års folkräkning hade Altamont 1 080 invånare.